# Халлат-эль-Бадр
Халлат-эль-Бадр (араб. حلا البدر‎) — вулканический конус, часть лавового поля Харрат-эль-Увайрид. Расположен на Аравийском полуострове, на территории нынешней Саудовской Аравии. Является частью вулканического поля Харрат Увайрид.
Некоторыми исследователями считается местом Синайского откровения ввиду того, что предположительно вулкан Харрат Юварийд был активен в период Исхода.
Среди сторонников гипотезы о том, что Синайское откровение могло произойти на вулкане были Зигмунд Фрейд и И.Великовский.